# IV. Lipót osztrák őrgróf
IV. (Bőkezű) Lipót (?, 1108 – Niederalteich, 1141. október 18.) Babenberg-házi osztrák őrgróf 1136-tól, bajor herceg 1139-től.

## Élete
III. Lipót osztrák őrgróf kisebbik fia volt, nem tisztázott, hogy miért ő örökölte a trónt bátyjai, Adalbert és II. (Jasomirgott) Henrik helyett.
Anyja, Németországi Ágnes révén a Hohenstauf-dinasztiával állt rokonságban. Ez a kapcsolat volt a forrása folyamatos versengéseinek a Welf-házzal, amelyben féltestvérét, III. Konrád német-római császárt támogatta. III. Konrád jutalmul neki ajándékozta a Welfektől elkobzott Bajor Hercegséget, míg testvérének, Jasomirgott Henriknek a Rajnai Palotagrófságot adta hűbérül. Bajorországban testvérén, Ottó freisingi püspökön keresztül oldotta meg a kormányzást.
Rövid uralkodásának legfontosabb eseménye „Mautern cseréje” volt Reginmar passaui püspökkel. A püspök megkapta a bécsi Szent Péter-templomot, cserébe az őrgróf kiterjedt birtokokat kapott a püspöktől Bécs körül, kivéve egy területet a városfalon kívül, ahol a mai Szent István-székesegyház épült.
1138-ban vette feleségül Máriát, I. Szobeszláv cseh fejedelem és Árpád-házi Adelhaid lányát, aki Lipót halála után III. Herman badeni őrgróf felesége lett.
Lipót váratlanul halt meg rövid uralkodás után. A trónon bátyja, Henrik követte.

## Fordítás
- Ez a szócikk részben vagy egészben  a   Leopold, Duke of Bavaria című angol Wikipédia-szócikk fordításán alapul.  Az eredeti cikk szerkesztőit annak laptörténete sorolja fel. Ez a jelzés csupán a megfogalmazás eredetét és a szerzői jogokat jelzi, nem szolgál a cikkben szereplő információk forrásmegjelöléseként.